# 苏鸿熙
苏鸿熙（1915年1月—2018年7月31日），男，江苏铜山人，中国心脏外科学家，曾任中国人民解放军总医院教授，第六届全国政协委员。